# Lista dei sinodi franchi
Un elenco di sinodi della chiesa tenuti nel regno dei Franchi e dei suoi immediati predecessori nella zona dei Franchi, tra cui il regno visigoto, il regno ostrogoto e il regno di Borgogna. 

## Contesto e importanza
Sinodi regionali erano stati tenuti regolarmente nella Chiesa della Gallia e se ne contano più di trenta tra il 314 e il 506. I sinodi qui elencati segnano uno sviluppo in senso germanico nella Chiesa occidentale: ai concili regionali o provinciali, i popoli germanici aggiunsero un elemento tradizionale ai loro sistemi di governo, cioè l'idea di un concilio in chiave "nazionale", idea influenzata dall'Oriente cristiano.
Questi concilio di nuova tipologia indicano anche una crescente unione tra gli affari ecclesiastici e le monarchie germaniche. Mentre i sovrani ariani si tenevano a distanza dai concili generali, i sovrani visigoti iniziarono a influenzare i concili solo dopo la conversione di Recaredo I. Dopo la conversione di Clodoveo, i successivi re merovingi (e i carolingi dopo di loro) esercitarono la loro influenza sui concili. Secondo Gregory Halfond, tale unione era una il marchio di fabbrica della chiesa gallo-romana, in cui l'aristocrazia romana, esonerata dagli incarichi civili con l'insediamento dei Franchi in Gallia, costituì una parte importante della nascita della chiesa gallo-romana (e, in seguito, dei Franchi); la continuità antica è indicata anche dal continuo uso delle procedure romane nei concili.
Uno dei primi importanti uomini di chiesa fu Cesario di Arles, che presiedette il sinodo dei Visigoti tenuto ad Agde nel 506, e sedendo anche nel secondo concilio di Orange (529) e nel secondo concilio di Vaison (529). I sinodi organizzati da Cesario erano regionali e si occupavano principalmente di conformare i canoni e le pratiche della Chiesa della Gallia a quelli di altre Chiese. Ad Orange, per esempio, pose l'anatema sulle pratiche pelagiane della chiesa gallica, e nel successivo concilio di Vaison fu stabilita la conformità liturgica con altre Chiese (d'Italia, d'Africa e d'Oriente). Un modello per i seguenti sinodi franchi fu stabilito da Clodoveo I, che organizzò il primo concilio di Orléans (511); sebbene egli non vi partecipò direttamente, egli impose la sua agenda e seguì da vicino i lavori (era infatti in gioco «l'unificazione della chiesa romana sotto il dominio dei Franchi»). Dopo il declino dell'influenza di Cesario e l'istituzione del dominio merovingio, l'attenzione della futura chiesa franca si spostò a nord, per affrontare il crescente problema di adattamento a «pratiche germaniche profondamente radicate»; ora i vescovi non dovevano più affrontare il pelagianesimo o il predestinatarianismo, ma essi dovettero affrontare i problemi che coinvolgevano «il matrimonio, i rapporti tra l'aristocrazia guerriera e il clero, o monaci e monache, i conflitti sorti dall'influenza e dal controllo reale o dai diritti di proprietà».
Il modello di base stabilito da Clodoveo prevedeva una riunione dei dirigenti della chiesa (di qualsiasi livello), la quale poteva essere convocata da autorità religiose o secolari. Il risultato di tali incontri furono decisioni legislative ecclesiastiche chiamate canoni. Un altro aspetto dei sinodi era quello giudiziario: coloro che avevano trasgredito la legge ecclesiastica e di altro genere venivano indagati e giudicati. Infine, i sinodi decisero in materia di sovvenzioni e privilegi.
Molti dei sinodi (a volte chiamati anche "concili": il "sinodo" è talvolta applicato a raduni più piccoli), sebbene non tutti, possono essere definiti di "status conciliare" in quanto convocati da un'autorità monarchica. Soprattutto nella chiesa franca, il gran numero di canoni conciliari è la prova della stretta relazione tra i sovrani e la chiesa. Entro l'VIII secolo, tuttavia, l'organizzazione regolare di sinodi era in gran parte scomparsa, e quando Bonifacio si lamentò con papa Zaccaria nel 742 che non vi era stato un sinodo nella chiesa franca da almeno ottant'anni, non stava esagerando molto. Il Concilium Germanicum di Bonifacio fu il primo di tre "concili di riforma" che organizzò per tentare di riformare la chiesa franca. Egli ebbe però solo un parzialmente successo e non riuscì mai a districare lo stretto rapporto tra nobiltà e clero, che in molti casi aveva portato alla proprietà della chiesa di proprietà di nobili (che erano stati nominati vescovi dai sovrani carolingi, per esempio per placare loro) e le loro famiglie.

## Sinodi post-romani tenuti in Gallia prima del periodo franco

### Sinodi dei Visigoti
- Sinodo di Agde (506);[2]
- Sinodo di Marsiglia (533);[16]
- Concilio di Septimania (589).[17]

### Sinodi degli Ostrogoti
- Sinodo di Arles (506);[2]
- Sinodo di Arles (524);[16]
- Sinodo di Carpentras (527);[16]
- Secondo concilio di Orange (529);[16]
- Secondo concilio di Vaison (529).[16]

### Sinodi della Borgogna
- Concilio di Lione (516);[16]
- Concilio di Epaon (517), che unì le province ecclesiastiche di Lione e Vienne;[2]
- Concilio di Lione (518/9);[16]
- Secondo concilio di Valenza (circa 528).[16]

## Sinodi franchi

### VI secolo
- Primo conclio di Orléans (511);[2]
- Secondo concilio di Orléans (533);[16]
- Primo concilio di Clermont (Auvergne) (535);[16][18]
- Terzo concilio di Orléans (538);[16]
- Quarto concilio d'Orléans (541);[16]
- Secondo concilio di Clermont (Auvergne) (549);[18]
- Quinto concilio d'Orléans (549);[16]
- Sinodo di Toul (550), presieduto da Nicezio;[16][18]
- Sinodo di Parigi (550);[18]
- Sinodo di Metz (550/5);[16]
- Sinodo di Éauze (551);[16]
- Secondo sinodo di Parigi (551/2)[16];
- Sinodo della Bretagna (552);[16]
- Sinodo di Arles (554);[16]
- Secondo concilio di Tours (567);[19]
- Sinodo di Parigi (573), per ordine di Gontramo;[16]
- Sinodo di Parigi (577), per ordine del Chilperico I;[16]
- Sinodo di Saintes (579);[16]
- Sinodo di Mâcon (581/3);[16]
- Concilio di Lione (583);[16]
- Terzo concilio di Valence (583/5);[16]
- Terzo concilio di Clermont (Auvergne) (584/91).[16]

### VII secolo
- Sesto concilio d'Orléans (621);
- Concilio di Clichy (626/7);[20][21]
- Sinodo di Mâcon (627);[22]
- Concilio di Clichy (636);[16]
- Sesto concilio di Orléans (639/41), convocato da Clodoveo II;[16]
- Concilio di Bourges (ca. 643), dichiarato non valido da Sigeberto III;[16]
- Sinodo di Chalon-sur-Saône (647/53);[16]
- Sinodo di Arles (648/60);[16]
- Primo sinodo di Rouen (650), che decise sulla simonia e sulle questioni liturgiche e canoniche;
- Sinodo di Parigi (653);[16]
- Concilio di Clichy (654);[16]
- Sinodo di Nantes (655/8);[16]
- Sinodo di Bordeaux (662/75), convocato da Childerico II;[16]
- Sinodo di Autun (662/76);[16]
- Sinodo di Saint-Jean-de-Losne (673/75), convocato da Childerico II;[16]
- Sinodo di Malay-le-Roi (677), convocato da Teodorico III;[16]
- Sinodo di Auxerre (695).[12]

### VIII secolo
- Concilium Germanicum, presieduto da Bonifacio (742/3);[23]
- Concilio di Estinnes (1 marzo 744), secondo concilio di riforma di Bonifacio;[24]
- Concilio di Soissons (3 marzo 744);[24]
- Sinodo di Gentilly (767), sanciva la tradizionale trinità (la questione del Filioque ) e la venerazione delle immagini nella Chiesa occidentale;[25]
- Sinodo di Francoforte (794);
- Concilio del Friuli (796).

### IX secolo
- Concilio di Aquisgrana (809);
- Sinodo di Worms (868);[26]
- Sinodo di Tribur (895), presieduto da Attone I.[26]